# Euxoa pratincola
Euxoa pratincola là một loài bướm đêm trong họ Noctuidae.